# ألبين هودزا
ألبين هودزا (بالفرنسية: Albin Hodza)‏ هو لاعب كرة قدم فرنسي في مركزي الوسط والهجوم، ولد في 7 فبراير 1988 في Choisy-le-Roi ‏ في فرنسا. لعب مع بيرين جوتشي ديلتشيف ونادي أودينيزي ونادي إس إتش بي دا نانغ ونادي فلامورتاري فلوره.

## وصلات خارجية
- ألبين هودزا على موقع قاعدة بيانات كرة القدم.إي يو (الإنجليزية)
- ألبين هودزا على موقع Soccerway.com (الإنجليزية)